# Josephine Medina
Josephine Medina (20 de marzo de 1970-2 de septiembre de 2021) fue una deportista filipina que compitió en tenis de mesa adaptado. Ganó una medalla de bronce en los Juegos Paralímpicos de Río de Janeiro 2016 en la prueba individual (clase 8).

## Palmarés internacional
| Juegos Paralímpicos | Juegos Paralímpicos     | Juegos Paralímpicos | Juegos Paralímpicos |
| Año                 | Lugar                   | Medalla             | Prueba              |
| ------------------- | ----------------------- | ------------------- | ------------------- |
| 2016                | Río de Janeiro (Brasil) | Medalla de bronce   | Individual 8        |